# 塔紐希夫卡
49°46′11″N 38°55′51″E / 49.76972°N 38.93083°E
塔紐希夫卡（烏克蘭語：Танюшівка）是位於烏克蘭東部的村莊，由盧甘斯克州舊比利斯克區的比洛盧齊克市鎮負責管轄。該村始建於1725年，面積0.85平方公里，海拔高度80米，2001年人口821，人口密度每平方公里963.6人。